# 平井美喜
平井 美喜（ひらい みき、1981年9月10日 - ）は、日本の女子車いすバスケットボール選手。ポジションはフォワード。女子車いすバスケットボールチーム「九州ドルフィン」、男子チーム「ライジングゼファーフクオカWheelchair」所属。車いすバスケットボール女子日本代表選手。

## 人物
熊本県天草市出身。2歳の時のがんの手術で脊髄を傷め、4歳から車いすを使用している。小学4年生の時から吹奏楽を始め、玉名女子高等学校でピッコロを担当してアメリカや韓国での演奏経験がある。1年生の時、友人に誘われて試合観戦したことをきっかけに車いすバスケットボールに興味を持つ。2000年に高校を卒業した後、女子車いすバスケットボールチーム「九州ドルフィン」に入団して本格的に競技を始めた。チーム加入5年目で初めて公式戦に出場。2007年の国際親善女子車いすバスケットボール大阪大会で初めて車いすバスケットボール女子日本代表入りし、翌2008年北京パラリンピックで4位入賞。2014年と2015年は日本代表のキャプテンを務めた。ロンドンパラリンピックとリオデジャネイロパラリンピック予選の敗退を経験した後、2016年に日本代表から落選し、4月に熊本地震で被災したが、周囲に後押しされ競技を続行。2021年、東京パラリンピックに出場。

## 主な成績
- 2008 北京パラリンピック 4位
- 2010 IWBF車いすバスケットボール世界選手権
- 2010 アジアパラ競技大会 優勝
- 2011 アジアオセアニアチャンピオンシップス
- 2014 IWBF車いすバスケットボール世界選手権
- 2014 アジアパラ競技大会 準優勝
- 2015 アジアオセアニアチャンピオンシップス
- 2021 東京パラリンピック 6位